# Alexis de Tocqueville
Alexis Charles Henri Clerel, Viscount de Tocqueville, francoski diplomat, politolog in zgodovinar, * 29. julij 1805, † 16. april 1859.
Najbolj je znan po delu Demokracija v Ameriki (izdana v dveh delih, prvi del leta 1835 in drugi del leta 1849), ki danes velja za eno prvih socioloških in politoloških del. V delu je Alexis analiziral boljši življenjski standard in družbene razmere posameznikov ter njihov odnos s trgom v zahodnih družbah. 

## Mladost
Alexis de Tocqueville je bil rojen leta 1805 v stari normandijski aristokratski družini. Njegova starša sta bila Hervé Louis François Jean Bonaventure Clérel, grof Tocqueville, častnik ustavne straže kralja Ludvika XVI; in Louise Madeleine Le Peletier de Rosanbo. 
Za Alexisovo zgodnjo izobrazbo je poskrbel njegov domači učitelj, duhovnik Abbe Lesueur. Mladeniču je dovolil veliko svobode, spodbujal njegov literarni okus in negoval v njem trdno vero. V letih 1819-1820 je Tocqueville zapustil Pariz in se preselil k očetu, ki je postal prefekt mesta Metz. Šolanje je  Alexis nadaljeval na Lycee Fabert v Metzu, kjer je študiral retoriko in filozofijo. Ker je bil pogosto sam, je začel prebirati dela razsvetljenskih filozofov, ki so v njem prebudila kritičen pogled na katoliške dogme. Leta 1822 je začel študirati pravo v Parizu. Kasneje je postal član Družbe za krščansko moralo. Ideje, za katere se je ta družba bojevala, razkrivajo velik vpliv protestantizma na liberalizem za časa Restavracije. S pomočjo bivšega učitelja v Metzu je Alexis nadgrajeval svojo izobrazbo s primerjanjem angleških in francoskih institucij od srednjega veka dalje. Leta 1827 je postal sodni pripravnik v Versaillesu.

## Politična dejavnost
Tocqueville, ki je nasprotoval julijski monarhiji (1830-1848), je svojo politično kariero začel leta 1839. Od 1839 do 1851 je bil namestnik oddelka Manche (Valognes). V parlamentu je podpiral levico, zagovarjal prosto trgovino in kolonizacijo Alžirije, ki jo je izvajal režim Ludvika Filipa. 1847 je skušal ustanoviti stranko Mlade levice (Jeune Gauche), ki bi zagovarjala povišanje plač, progresivno obdavčitev ipd., v upanju, da bi oslabil podpiranje socialistov. Tocqueville je bil leta 1842 izvoljen za generalnega svetovalca Mancha ter postal predsednik oddelkovega conseil général med letoma 1849 in 1851.
Po padcu julijske monarhije v času revolucije februarja 1848 je bil Tocqueville izvoljen za člana ustavodajne skupščine, kjer je postal član komisije, zadolžen za pripravo ustave Druge republike (1848-1851). Zagovarjal je dvodomnost in izvolitev predsednika republike s splošnimi volitvami. Ni mu uspelo prepričati svojih kolegov o nujnosti ukrepov v prid decentralizacije, dosegel pa je, da so v ustavo zapisali, da je predsednik lahko izvoljen le za en mandat. 
Tocqueville, ki je na predsedniških volitvah 1848 podprl Cavaignaca in Starnko Reda (Parti de l'Ordre), je 3. junija 1849 sprejel povabilo za vstop v vlado Odilona Barrota, in postal zunanji minister do 31. oktobra istega leta. Nasprotujoč državnemu udaru, ki ga je izvedel Louis Napoléon Bonaparte 2. decembra 1851, se je Alexis zbral s poslanci v 10. okrožju Pariza, da bi se uprli državnemu udaru in Napoléona obsodili veleizdaje, ker je kršil ustavno omejitev mandata. Po tem je bil Tocqueville za kratek čas zaprt v Vincennsu, po izpustu je podprl obnovo monarhije Burbonov proti Drugemu cesarstvu Napoléona III. (1851-1871), nato pa je zapustil politično življenje, saj služenje tiranu ni bilo v skladu z njegovimi prepričanji. Umaknil se je v svoj grad Château de Tocqueville in se osredotočil na pisanje še ene knjige, ki naj bi bila politična akcija v knjižni obliki. Opisati je želel, kako izvor prvega Napoleonovega imperija lahko osvetli nastanek drugega, s tem pa pokaže, kako se je revolucija, ki se je zgodila v imenu svobode, na koncu sprevrgla v vojaški despotizem. Njegov namen je bil pokazati, kako je razredni konflikt nadaljeval spodkopavanje svobodnih institucij v Franciji.

## Potovanja
Tocqueville si je dolgo želel obiskati ZDA. Zdelo se mu je, da bi morda ameriške institucije nudile boljši model za Francijo kot angleške. V Ameriki bi bilo možno opazovati demokratično družbo, ki si vlada sama v decentralizirani obliki. Skupaj s svojim vseživljenskim prijateljem Gustaveom de Beaumontom sta leta 1831, po prejetem dovoljenju s strani julijske monarhije, odšla v ZDA, da bi proučila ameriški kazenski sistem. Tam sta obiskala nekaj zaporov in proučevala njihov prevladujoč politični in sodni sistem. Bila sta mnenja, da ima ZDA idealno družbeno ureditev, v katero sta se želela poglobiti in jo natančneje spoznati. Tocqueville si je med potovanjem delal natančne in obsežne zapise svojih opažanj in razmišljanj. Ob vrnitvi v Francijo 1832 sta začela pisati knjigo O kazenskem sistemu v Združenih državah in njegovi uporabi v Franciji, ki je bila objavljena leta 1833. glavni produkt njunega potovanja v ZDA pa je Demokracija v Ameriki (De la démocratie en Amerique), ki je bila objavljena 1835. 
Leta 1835 se je Tocqueville odpravil na potovanje po Irski. Njegovi takratni zapisi podrobno opisujejo Irsko v času pred Veliko lakoto. V zapisih je opisan naraščajoč irski katoliški srednji sloj in grozljive razmere, v katerih je takrat živela večina katoliških najemnih kmetov.
Leta 1841 in nato ponovno leta 1846 je odpotoval še v Alžirijo.

### Demokracija v Ameriki
Leta 1835 se je poročil z Mary Mottley, precej preprosto Angležinjo srednjega razreda. Istega leta je izšel prvi del njegovega znamenitega dela Demokracija v Ameriki, ki ga je pisal dve leti. To delo je študija ameriške religiozne, ekonomske in politične plati njihove družbe. Njen uspeh je presegel Tocquevillove največje sanje. Royer-Collard ga je celo imenoval za »novega Montesquieuja«. Po ugodnih kritikah se je odločil, da bo napisal še drugi del Demokracije v Ameriki, kjer bo opisal učinke demokratične družbe in ideje, občutke in navade. Ker se je posvečal politiki, je drugi del knjige izšel šele leta 1840, ta pa ni naletel na tako navdušenje kot prva knjiga, saj je bila veliko bolj abstraktna.

## Kolonizacija Alžirije
Tocqueville je evropsko kolonizacijo zahodnega dela ZDA opisal kot "iztrebljanje", zato je želel zagotoviti, da bi se Evropa izognila enaki napaki pri osvajanju Alžirije. Svoje rojake je opozoril, da če se odnos do Alžircev ne bo spremenil, se bo kolonizacija končala s krvjo. Uspešno osvajanje je videl v opustošenju dežele, bodisi z uničevanjem pridelkov v času žetve, bodisi s hitrimi napadi oz. racijami.
Tocqueville je menil, da je osvojitev Alžirije pomembna za položaj Francije v svetu in za spremembe v francoski družbi. Vojna in kolonizacija bi obnovili nacionalni ponos, ki je bil ogrožen zaradi postopnega omejevanja družbenih norm v srednjem sloju.
Tocqueville je zagovarjal rasno segregacijo v Alžiriji z dvema zakonodajama, ki sta bili za evropske kolonialiste in arabsko prebivalstvo različni. Taka ureditev je začela veljati z letom 1870, ko je minister za pravosodje Adolphe Crémieux zagotovil državljanstvo Judom v Alžiriji in s tem so alžirski Judje postali francoski državljani. Muslimansko prebivalstvo v Alžiriji pa ni bilo vključeno v to ureditev, saj je za njih veljalo islamsko pravo. To ločevanje muslimanskih in judovskih Alžircev, se je kasneje izkazalo za usodno v alžirski osvobodilni vojni, saj se je večina Judov po vojni odselila v Francijo.
Tocqueville v poročilu o Alžiriji iz leta 1847 navaja, da je usoda vojakov in denarnih sredstev odvisna od tega, kako bo francoska vlada obravnavala avtohtono alžirsko prebivalstvo, in od tamkajšnjega političnega voditelja Amir Abd al-Kaderja. Poleg tega pa Tocqueville v številnih pismih in esejih razpravlja o strategijah, s katerimi bi lahko evropska država pristopila k imperializmu.

## Pozno življenje
Leta 1856 je izdal L'Ancien Regime et la Revolution, ki govori o vzrokih francoske revolucije leta 1789 in velja za njegov drugi največji uspeh. Ta mu je pridobil velik ugled, ljudje pa so nanj začeli gledati kot vodilnega apostola liberalizma. Dve leti po izidu tega dela pa se mu je zdravje začelo hitro slabšati. Z ženo sta se novembra odpravila proti Cannesu, kjer je 16. aprila 1859 umrl zaradi tuberkuloze star komaj 53 let. Pokopan je na pokopališču Tocqueville v Normandiji.

## Dela
- Du système pénitentiaire aux Etats-Unis et de son application en France, rapport écrit avec Gustave de Beaumont, H. Fournier, 1833.
- De la démocratie en Amérique, première partie, Gosselin, 1835. (Demokracija v Ameriki, prvi del, 1835)
- De la démocratie en Amérique, seconde partie, Gosselin, 1840. (Demokracija v Ameriki, drugi del, 1840)
- L'Ancien Régime et la Révolution, Michel Lévy frères, 1856.

Izšlo posthumno
- Quinze jours au désert, Michel Lévy frères, 1861.
- Mémoire sur le paupérisme
- Regards sur le Bas-Canada
- Correspondance
- Souvenirs
- Voyages
- Écrits politiques
- Écrits académiques

### Dela, prevedena v angleščino
- Alexis de Tocqueville and Gustave de Beaumont in America: Their Friendship and Their Travels; prevedel Arthur Goldhammer (University of Virginia Press, 2011), uredil Oliver Zunz.
- On the Penitentiary System in the United States and Its Application to France, with Gustave de Beaumont.
- Democracy in America, vol. 1; prevedla in uredila Harvey C. Mansfield in Delba Winthrop, University of Chicago Press, 2000; Democracy in America, vol. 2; prevedel Arthur Goldhammer, uredil Olivier Zunz.
- The Old Regime and the Revolution (1856); prevedel John Bonner.
- Journey to America (1831–1832) – Alexis de Tocqueville's travel diary of his visit to America; prevedel George Lawrence, uredil J.-P. Mayer (Yale University Press).
- Memoir On Pauperism: Does public charity produce an idle and dependant class of society? (1835); objavil Ivan R. Dee.
- Journeys to England and Ireland (1835).

### Dela, prevedena v slovenščino
- Demokracija v Ameriki (1996); prevedli Simona Križaj in Simona Sanaren
- Govor (1988); prevedla Jelka Kernev-Štrajn (članek objavljen v časopisu Problemi. Eseji. Dokument v dLib.